# Siamosuchus
Siamosuchus — рід гоніофолідід мезоевкрокодилових. Його скам'янілості були знайдені в формації Сао-Кхуа нижньої крейди доаптського періоду в східному Таїланді. Відомий з часткового черепа, більшої частини правої половини посткраніального скелета та деяких кісткових щитків. Siamosuchus був описаний Lauprasert та колегами в 2007 році. Типовим видом є S. phuphokensis. Siamosuchus може бути тісно пов'язаний з європейським родом Goniopholis.